# 賈德森鎮區 (明尼蘇達州布盧厄斯縣)
賈德森鎮區（英語：Judson Township）是位於美國明尼蘇達州布盧厄斯縣的一個行政鎮區。

## 地方資料
賈德森鎮區的面積為96.40平方千米，當中陸地面積為94.90平方千米，而水域面積為1.50平方千米。根據2020年美國人口普查的數據，當地共有人口534人，而人口密度為每平方千米5.54人。